# Элассонская митрополия
Элассо́нская митропо́лия (греч. Ιερά Μητρόπολη Ελασσώνος) — епархия «Новых Земель» Элладской православной церкви. Как и прочие епархии «Новых Земель», также формально подчинена Константинопольскому Патриархату. Центром епархии является город Эласон в Греции.
В составе епархии 61 приход и 7 монастырей.

## История
Точная дата основания епархии неизвестна. Первый известный епископ — Симеон — упоминается на фресках епархиального управления под 879 годом. В то время епархия именовалась Лефкийской епископией. Позже была переименована в Домениконскую и Эласонскую епархию с кафедрой в Домениконе (Δομένικον).

## Епископы
- Арсений Элассонский (21 февраля 1584—1589)
- Поликарп (Варвакис) (21 октября 1900 — 12 августа 1910)
- Неофит (Эвангелидис) (22 августа 1910 — 28 января 1917)
- Ириней (Пападопулос) (10 февраля 1922 — 12 июня 1924)
- Каллиник (Ламбринидис) (14 октября 1924 — 29 марта 1955)
- Иаков (Макрияннис) (4 марта 1956 — 30 июля 1971)
- Севастиан (Аспиотис) (4 декабря 1967 — июль 1995)
- Василий (Колокас) (21 июля 1995 — 16 мая 2014)
- Харитон (Тумбас) (с 29 июня 2014)

## Монастыри
- Монастырь Богородицы Олимпской